# Национален отбор по футбол на Нигерия
Националният отбор по футбол на Нигерия представя страната на международни срещи. Контролира се от Нигерийската футболна федерация.

## История
- Първи мач: Нигерия – Сиера Леоне 2-0, 8 октомври 1949 г.
- Най-голяма победа: Нигерия – Бенин 10-1, 28 ноември 1959 г.
- Най-голяма загуба: Гана – Нигерия 7-0, 1 юни 1955 г.
- Участия на световно първенство: 4 първо през 1994 г.
- Най-голям успех: четвърт финали 1994 г.
- Участия на Африканската купа: 16
- Най-добър успех: шампион 1980 и 1994 г.
- Участия на Купага на конфедерациите: 2 през 1995 г.и през 2013 г.

## България – Нигерия
| Дата       | Място | Събитие | Отбор   | Резултат | Отбор    | ФИФА |
| ---------- | ----- | ------- | ------- | -------- | -------- | ---- |
| 21.06.1994 | Далас | СВ П-ВО | Нигерия | 3:0      | България | ДА   |
| 19.06.1998 | Париж | СВ П-ВО | Нигерия | 1:0      | България | ДА   |